# Mehdi an-Nafti
Mehdi an-Nafti (arabul: مهدي نافطي) (Toulouse, Franciaország, 1978. november 28. –) francia születésű tunéziai labdarúgó, jelenleg az angol Birmingham City középpályása. Nafti 2005 januárjában, az átigazolási időszakban került a Birmingham City-hez kölcsönben a Racing de Santandertől.

## Külső hivatkozások
- Mehdi Nafti pályafutásának statisztikái a Soccerbase oldalon (angolul)